# Trismo
Trismo representa uma contratura dolorosa da musculatura da mandíbula (masseteres). Pode ser um dos sinais sugestivos do tétano.
É uma contratura dos dentes, ocorre geralmente ao acordar e quando finalizamos uma atividade, como a mastigação. Pode ser indício de problemas na articulação temporomandibular (ATM). O trismo pode ser encontrado também nos processos infecciosos bacterianos da faringe, como na angina por tonsilite abscedante. Além disso, o trismo pode ocorrer após cirurgias orais de grande duração, como exodontia de terceiros molares, devido ao tempo exacerbado de abertura da boca. Geralmente melhora após alguns dias. É também uma das características da ação do veneno da aranha do gênero Latrodectus (viúva-negra).